# 루비능선 대치

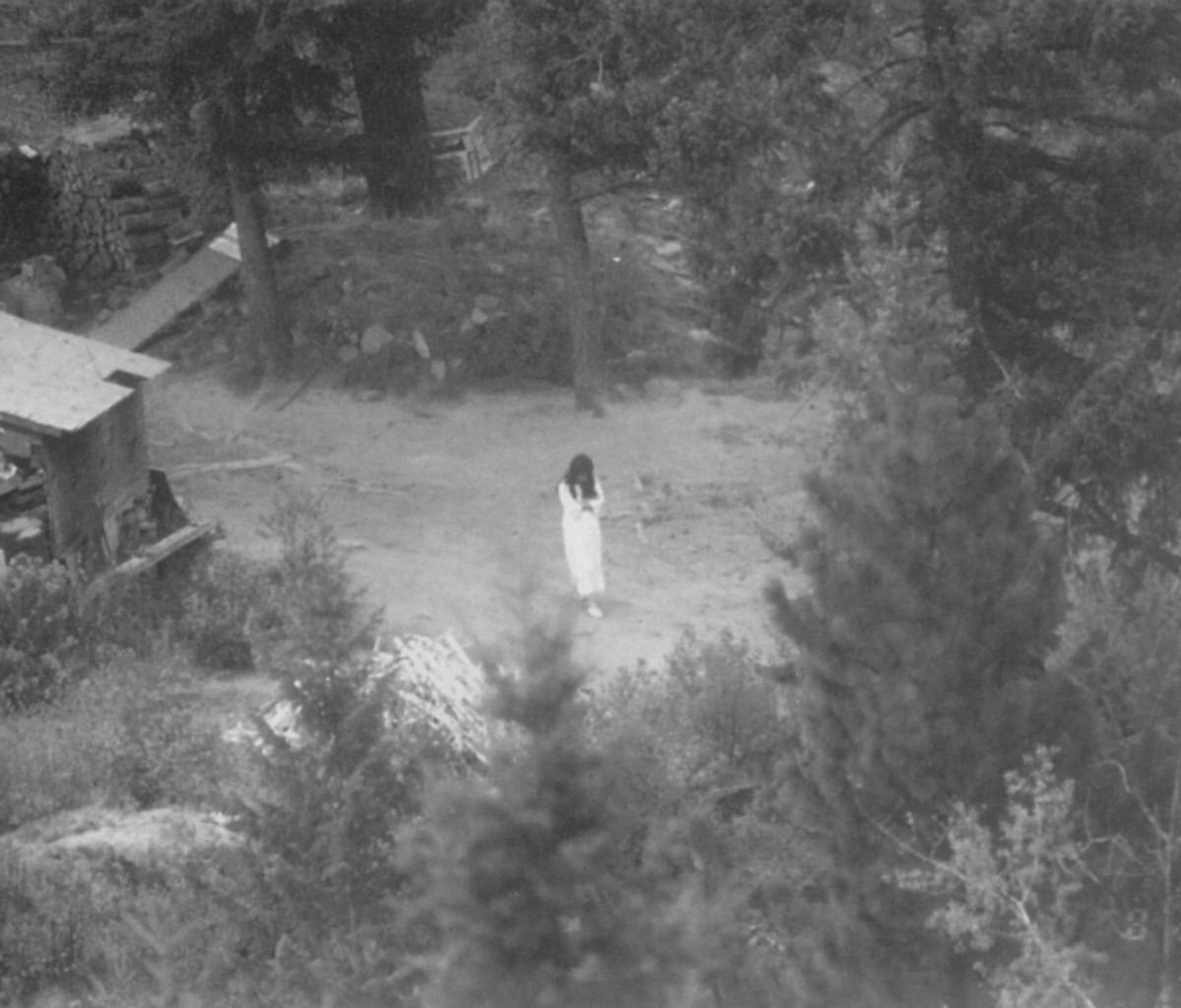
1992년 8월 21일자 감시영상에 포착된 비키 위버.

루비능선 대치(Ruby Ridge standoff)는 1992년 8월 21일부터 8월 31일까지 미국 아이다호주 바운더리군의 네이플스라는 작은 마을에서 벌어진 공성전이다.
루비능선은 쿠트네이강을 향해 달리는 보틀넥산맥에서 동쪽으로 뻗는 네 능선 중 하나다. 퇴역공병 출신 랜디 위버라는 자가 일가족과 함께 이 산골짜기에 터전을 잡고 살았다. 위버가 화기 법규 위반으로 기소되었지만 출석하지 않자 보안관수색대 6명이 체포를 위해 루비능선에 진입했다. 하지만 위버는 체포에 불응하고 총격전을 일으켰고, 그 결과 연방부보안관 윌리엄 프랜시스 디건(42세)과 위버의 아들 새뮤얼 위버(14세), 위버의 개가 죽었다. 이에 연방보안관업무국(USMS)과 연방수사국(FBI) 인질구출반(HRT)이 동원되어 위버 일가와 전투가 벌어졌다. 그 도중 위버의 처 비키 위버(43세)가 FBI 저격수 론 호리우치에게 총격당해 죽었다. 이 모든 사망자는 최초 이틀간 발생했다.
8월 30일에서 31일 사이에 투항한 랜디 위버와 케빈 해리스는 디건 부보안관에 대한 모살혐의 등 여러 가지 연방형법 위반으로 기소되었다. 하지만 해리스는 모든 기소내용에 무죄, 위버는 애당초 체포 이유였던 총기법 위반과 법원 불출석에 관해서만 유죄이고 나머지는 모두 무죄를 판결받았다. 위버는 벌금 10,000 달러와 징역 18개월을 선고받았고 만기출소했다. 위버 일가와 해리스는 정부에 행정소송을 제기했고 위버는 1995년 8월 310만 달러, 해리스는 2000년 9월 38만 달러를 배상받았다.
미국의 반연방주의자들은 위버를 부당한 연방 공권력에 저항한 영웅으로 떠받들었다. 3년 뒤 오클라호마시티 폭탄 테러 범인 티모시 맥베이는 이 사건을 웨이코 참사와 함께 범행 동기로 주장했다.

## 같이 보기
- 반연방주의
  - 기독교 정체성
  - 미시간 민병대
  - 오클라호마시티 폭탄 테러
- 웨이코 포위전
  - 다윗교